# Сказка о потерянном времени (мультфильм)
«Ска́зка о поте́рянном вре́мени» — советский мультипликационный фильм по мотивам одноимённой сказки Евгения Шварца.

## Сюжет
Трое злых волшебников из мрачного заколдованного леса, захламлённого сломанными игрушками и школьными принадлежностями, выбираются в город через потайную дверь в заборе, чтобы найти троих ленивых детей, которые «проматывают и прожигают время».
Найдя таких лентяев — школьника и школьницу, колдуны обманом отнимают у них время, которое те легкомысленно теряли, прогуливая школу. В результате старики превращаются в больших детей, а дети — в маленьких дедушку и бабушку. Не желая оставаться безобразными стариками, превращённые школьники преследуют волшебников до их жилища в волшебном лесу и находят гигантские часы на избушке, идущие в обратную сторону. Подслушав разговор колдунов, дети узнают, что если они не успеют до наступления 12 часов найти третьего заколдованного школьника и втроём не переведут стрелки волшебных часов вперёд, они навсегда останутся старыми людьми, а волшебники — молодыми детьми.
Найдя в городе такого же состарившегося школьника, трое детей-стариков пробираются в волшебный лес и общими усилиями поворачивают стрелки часов вперёд. Школьники возвращают себе молодость, а волшебники вновь становятся старыми стариками.

## Создатели
- Автор сценария — Юнна Мориц
- Режиссёр — Кирилл Малянтович
- Художник-постановщик — Борис Моисеев
- Оператор — Леонард Кольвинковский
- Музыка — Сергея Никитина
  - Вокал — Татьяна и Сергей Никитины (нет в титрах)
- Звукооператор — Нелли Кудрина
- Роли озвучивали:
  - Галина Иванова — заколдованный школьник с бородой
  - Вячеслав Невинный — Михаил Михайлович, злой волшебник с рогаткой
  - Тамара Дмитриева — заколдованный рыжий школьник
  - Рогволд Суховерко — милиционер / дедушка на лавке
  - Зинаида Нарышкина — Марья Ивановна, злая волшебница
  - Светлана Харлап — заколдованная школьница / возмущённая женщина
  - Сергей Цейц — Василий Порфирьевич, главный злой волшебник
- Художники-мультипликаторы: Ольга Дегтярёва, Аида Зябликова, Кирилл Малянтович
- Куклы изготовили: А. Крутипорох, Елена Покровская, А. Лярский, Виктор Слетков, Александра Мулюкина, Владимир Шафранюк.
- Монтаж — Светланы Симухиной
- Редактор — Алиса Феодориди
- Директор — Олег Кузнецов

## Переиздания на видео
Мультфильм многократно переиздавался на VHS и DVD в сборниках мультфильмов: в 1996 году выпущен на VHS изданием Videovostok, в 2000—2001 годах выпущен на VHS изданием «Мастер Тэйп» в сборнике мультфильмов «Сказки Дональда Биссета».

Также выпускался на DVD в сборниках: «Сказка о потерянном времени» (выпуск 1, дистрибьютор «Мастер-Тэйп», «Истории, приключившиеся с лентяями» (дистрибьютор «Твик-Лирек»), «Чертёнок № 13» (дистрибьютор «Твик-Лирек»), «Краденое солнце» (дистрибьютор «Крупный план»).